# SA-CV-154
La SA-CV-154 es una carretera perteneciente a la Red Terciaria de la Diputación Provincial de Salamanca que une la localidad de Villares de Yeltes con su Estación de Ferrocarril.

## Recorrido
La carretera  SA-CV-154  tiene su origen en el casco urbano de Villares de Yeltes en la intersección con la carretera  SA-325 , y termina en la  Estación de Ferrocarril de Villares de Yeltes  formando parte de la Red de carreteras de Salamanca.
| Villares de Yeltes (Intersección con ) - Estación de FF.CC. de Villares de Yeltes | Villares de Yeltes (Intersección con ) - Estación de FF.CC. de Villares de Yeltes | Villares de Yeltes (Intersección con ) - Estación de FF.CC. de Villares de Yeltes | Villares de Yeltes (Intersección con ) - Estación de FF.CC. de Villares de Yeltes | Villares de Yeltes (Intersección con ) - Estación de FF.CC. de Villares de Yeltes | Villares de Yeltes (Intersección con ) - Estación de FF.CC. de Villares de Yeltes | Villares de Yeltes (Intersección con ) - Estación de FF.CC. de Villares de Yeltes | Villares de Yeltes (Intersección con ) - Estación de FF.CC. de Villares de Yeltes | Villares de Yeltes (Intersección con ) - Estación de FF.CC. de Villares de Yeltes | Villares de Yeltes (Intersección con ) - Estación de FF.CC. de Villares de Yeltes | Villares de Yeltes (Intersección con ) - Estación de FF.CC. de Villares de Yeltes |
| Esquema                                                                           | PK                                                                                | Sentido Estación de FF.CC. (creciente)                                            | Sentido Estación de FF.CC. (creciente)                                            | Sentido Estación de FF.CC. (creciente)                                            | Sentido Estación de FF.CC. (creciente)                                            | Sentido Villares de Yeltes (decreciente)                                          | Sentido Villares de Yeltes (decreciente)                                          | Sentido Villares de Yeltes (decreciente)                                          | Sentido Villares de Yeltes (decreciente)                                          | Incidencias                                                                       |
| Esquema                                                                           | PK                                                                                | Velocidad                                                                         | Elemento                                                                          | Salida                                                                            | Salida                                                                            | Salida                                                                            | Salida                                                                            | Elemento                                                                          | Velocidad                                                                         | Incidencias                                                                       |
| Esquema                                                                           | PK                                                                                | Velocidad                                                                         | Elemento                                                                          | Dir.                                                                              | Nombre                                                                            | Nombre                                                                            | Dir.                                                                              | Elemento                                                                          | Velocidad                                                                         | Incidencias                                                                       |
| --------------------------------------------------------------------------------- | --------------------------------------------------------------------------------- | --------------------------------------------------------------------------------- | --------------------------------------------------------------------------------- | --------------------------------------------------------------------------------- | --------------------------------------------------------------------------------- | --------------------------------------------------------------------------------- | --------------------------------------------------------------------------------- | --------------------------------------------------------------------------------- | --------------------------------------------------------------------------------- | --------------------------------------------------------------------------------- |
|                                                                                   | 0,0                                                                               |                                                                                   |                                                                                   |                                                                                   | Boada La Fuente de San Esteban                                                    | Boada La Fuente de San Esteban                                                    |                                                                                   |                                                                                   |                                                                                   | Ninguna                                                                           |
|                                                                                   | 0,0                                                                               | Villares de Yeltes Villavieja de Yeltes Vitigudino                                |                                                                                   |                                                                                   |                                                                                   |                                                                                   |                                                                                   |                                                                                   |                                                                                   | Ninguna                                                                           |
|                                                                                   | 4,810                                                                             |                                                                                   |                                                                                   | Estación de Villares de Yeltes                                                    | Estación de Villares de Yeltes                                                    | Estación de Villares de Yeltes                                                    | Estación de Villares de Yeltes                                                    |                                                                                   |                                                                                   |                                                                                   |